# Ceylonsparvuggla
Ceylonsparvuggla (Glaucidium castanotum) är en fågel i familjen ugglor inom ordningen ugglefåglar. Fågeln förekommer enbart i Sri Lanka.

## Utseende och läte
Ceylonsparvugglan är en liten (17–19 cm) och kraftigt bandad uggla. Den känns lätt igen på mörkgrått bröst med tunna vita tvärband och  kastanjebrun ovansida med rostbruna tvärband. Buk och flanker är streckade. Lätet beskrivs i engelsk litteratur som ett långsamt "kraw... kraw...".

## Utbredning och systematik
Ceylonsparvuggla förekommer endast i skogar i Sri Lankas våtzon. Den har tidigare behandlats som underart till indisk sparvuggla (G. radiatum) eller göksparvuggla (G. cuculoides). Den förra förekommer även i Sri Lanka, men de båda arterna påträffas i olika miljöer. Vissa placerar arten med släktingar i släktet Taenioglaux efter genetiska studier som visar att de är avlägset släkt med sparvugglan, typarten för Glaucidium, faktiskt mer så än hökugglan (Surnia ulula).

## Levnadssätt
Denna uggla lever i fuktiga skogar i låglandet och i kulliga områden. Ibland når den 1950 meter över havet. Ceylonsparvugglan besöker ibland buskskogar och odlade områden. Oftast söker den skydd i trädkronorna. Arten jagar främst insekter. Ibland äter den ödlor, småfåglar eller mindre däggdjur. Mellan mars och maj lägger honor sina ägg.

## Status och hot
Beståndet hotas av skogsavverkningar. Träden används för vedeldning eller skogen omvandlas till jordbruksmark samt samhällen. Enligt en uppskattning från 2016 ingår 10000 till 20000 adulta exemplar i beståndet. IUCN kategoriserar arten som nära hotad.

## Namn
Fågelns vetenskapliga artnamn var tidigare castanonotum, men studier har visat att denna stavning är felaktig.